# George Hodgson
George Ritchie Hodgson (Montreal, Quebec, 12 d'octubre de 1893 – ibíd., 1 de maig de 1983) va ser un nedador quebequès que va competir a començaments del segle xx. És considerat un dels millors nedadors canadencs de la història. En el seu palmarès destaquen dues medalles d'or als Jocs Olímpics, les úniques del Canadà fins als Jocs de Los Angeles 1984.

## Vida personal
El 1912 es matriculà a la McGill University, on va practicar la natació i el waterpolo. Es llicencià el 1916 en enginyeria aplicada. Fou incorporat al Canada's Sports Hall of Fame el 1955, a l'International Swimming Hall of Fame el 1968 i al McGill University Sports Hall of Fame el 1996. Morí a Montreal el 1983.

## Carrera esportiva
El 1911 es proclamà campió de la milla al Festival of Empire Games, actuals Jocs de la Commonwealth. Entre 1910 i 1912 no va perdr cap cursa al Canadà i els Estats Units.
El 1912 va prendre part en els Jocs Olímpics d'Estocolm, on disputà dues proves del programa de natació. En ambdues, els 400 i els 1.500 metres lliures, guanyà la medalla d'or. En la final dels 1.500 metres va batre el rècord del món, rebaixant-lo fins als 22' 00", un rècord que fou vigent fins al 1923. Fins al 1984 foren les úniques medalles d'or pel Canadà en una prova de natació dels Jocs Olímpics. Pocs dies després millorava també el rècord del món dels 400 metres lliures, distància en la qual havia establert el rècord olímpic a la final i que no seria millorat fins al 1924 per Johnny Weissmuller. Aquests èxits foren atribuïts a la innovació de Hodgson en les tècniques de natació, emprant l'estil trudgen, un híbrid entre el crol i l'estil lateral.
El 1920, un cop finalitzada la Primera Guerra Mundial, disputà els 400 i els 1.500 metres lliures als Jocs d'Anvers, però en ambdues proves fou eliminat en semifinals.